# Das Teufelsloch
Das Teufelsloch ist ein deutsches Stummfilmmelodram aus dem Jahre 1913 von Rudolf del Zopp mit Paul Heidemann in der Hauptrolle.

## Handlung
Ein junger Geologe sitzt mit seiner Liebsten am so genannten Teufelsloch, einer Gesteinsformation, die tief ins Berginnere geht. Durch eine Ungeschicklichkeit verliert seine Verlobte ihre goldene Halskette in Herzchenform, die in das Loch fällt. Am nächsten Tag beschließt der Geologe, ins Teufelsloch hinabzusteigen, um die Halskette der Pastorentochter zu suchen. Dabei wird er in einem ganz anderen Sinne fündig: Der Geologe entdeckt eine Erzader, die auszubeuten sich sehr lohnen würde. 
Nun aber gerät er in finstere Machenschaften, denn der Teufelsloch-Inhaber erweist sich als Schurke, der alle nur übers Ohr zu hauen versucht. Während der Geologe sich ganz auf seine neue Arbeit, die Ausbeutung der Erzader, konzentriert, verliert er mehr und mehr seine Verlobte aus den Augen. Darüber kommt es zwischen den beiden zum Bruch. Derweil steigt der Geologe zum technischen Leiter auf, während der Bergwerksdirektor seine Schurkereien zu vollenden versucht. Es kommt zu einem Grubenbrand, bei dem mehrere Menschen ihr Leben verlieren und der Geologe verletzt wird. Dies führt ihn und seine Braut wieder zusammen. Der Grubenbesitzer aber stiehlt derweil die Firmenaktien und versucht sich mit einer Schwebebahn abzusetzen. Als selbige abstürzt kommt der Schurke ums Leben.

## Produktionsnotizen
Das Teufelsloch entstand in den Berliner Karl-Werner-Filmstudios, passierte die Filmzensur am 27. Oktober 1913 und wurde kurz darauf uraufgeführt. Der Vierakter besaß eine Länge von 1423 Meter. In Österreich-Ungarn lief der Film am 21. November desselben Jahres an.
Kurt Dürnhöfer entwarf die Filmbauten.

## Kritik
Die Kinematographische Rundschau schrieb: „Die ländlichen Szenen am Beginn des Films sind einschmeichelnd. Große Wirkung haben die Grubenszenen, der Brand auf der Zeche, die Flucht des Direktors auf der Schwebebahn und sein Sturz in die Tiefe. Der Film ist glänzend inszeniert und außerordentlich gut gespielt“. 